# Opisthoncus quadratarius
Opisthoncus quadratarius är en spindelart som först beskrevs av Koch L. 1867.  Opisthoncus quadratarius ingår i släktet Opisthoncus och familjen hoppspindlar. Inga underarter finns listade i Catalogue of Life.